# Savijärvi (sjö i Finland, Norra Karelen)
Savijärvi är en sjö i Finland. Den ligger i kommunen Juga i landskapet Norra Karelen, i den sydöstra delen av landet, 400 km nordost om huvudstaden Helsingfors. Savijärvi ligger 126,4 meter över havet. I omgivningarna runt Savijärvi växer i huvudsak blandskog. Den är 15,4 meter djup. Arean är 1,98 kvadratkilometer och strandlinjen är 19,24 kilometer lång. Sjön  ingår i Vuoksens huvudavrinningsområde. 